# Accident de montgolfière de Maxwell
L'accident de montgolfière de Maxwell est un accident aérien impliquant une montgolfière type Kubicek BB85Z survenu le 30 juillet 2016 à Maxwell, dans le comté de Caldwell, au Texas. Il provoque la mort de 16 personnes, ce qui en fait le deuxième accident de montgolfière le plus meurtrier de l'histoire, après celui de Luxor en 2013 (en).